# Кеїнелу-де-Жос
Кеїнелу-де-Жос (рум. Căinelu de Jos) — село у повіті Хунедоара в Румунії. Входить до складу комуни Шоймуш.
Село розташоване на відстані 306 км на північний захід від Бухареста, 10 км на північний захід від Деви, 109 км на південний захід від Клуж-Напоки, 125 км на схід від Тімішоари.

## Населення
За даними перепису населення 2002 року у селі проживали 143 особи, усі — румуни. Усі жителі села рідною мовою назвали румунську.